# Monastero di Horekavank
Horekavank (anche Glkhovank)  è un monastero dell'Azerbaigian, precedentemente situato nella repubblica di Artsakh (già denominata repubblica del Nagorno Karabakh), ubicato nella regione di Martakert nei pressi del villaggio di Talish.

## Origini
Secondo quanto riferisce lo storico armeno del X secolo Movses Kaghankatvatsi, il monaco Mesrob Mashtots durante la sua opera evangelizzatrice in Artsakh aveva con sé una croce sacra; sapendosi seguito, decise di seppellirla nel villaggio di Gis (Kish) famoso perché fu il primo luogo di predicazione cristiana nell'Armenia orientale. Qui venne costruita quella che è considerata la prima chiesa cristiana di tutta la Transcaucasia ad opera dell'apostolo Yeghishe nel I secolo e, probabilmente nello stesso sito, venne edificato il monastero.

## Caratteristiche architettoniche
Datato tra il V ed il VI secolo, il monastero, come altri nella regione, fu ripetutamente danneggiato nel corso di invasioni straniere e per questo ripetutamente ricostruito e in parte modificato. L'impianto originario comprendeva una chiesa, una cappella, un vasto cimitero ed altri edifici di servizio.
Il vestibolo e la chiesa sono di semplice soluzione architettonica. I muri sono costruiti in pietra calcarea sgrezzata mentre solo le entrate e le finestre hanno cornici in pietra lavorata e tagliata. La chiesa è a navata unica con copertura a volta, appoggiata ai muri primetrali con tetto a due falde. La rettangolare sala delle preghiere ha una arcaica e singolare forma, così come l'abside squadrata sotto la quale c'è un'antica camera sepolcrale a volta dove era custodita la sacra croce portata da Mashtots .
Nel XIII secolo vi furono lavori di ricostruzione e riparazione (1279) che dovettero affrontare problemi legati alla struttura dell'impianto originario che in parte è andato perduto. Nel 1284 fu costruito il vestibolo (sala quadrata con volta a croce poggiata sui muri secondo la tradizione architettonica armena); al tempo stesso il vestibolo era utilizzato anche per la sepoltura di alti prelati del monastero le cui lapidi presentano iscrizioni e decorazioni di pregio artistico.
Lungo le pareti della chiesa e del vestibolo sono collocati numerosi Khachkar alcuni dei quali con funzione portante. Altre decine di analoghe pietre (datate al XIII secolo) si trovano  nella parte settentrionale del cortile monastico.
Nel vasto cimitero era presente una camera sepolcrale andata distrutta. Il campanile fu aggiunto nel XVII secolo. Vi erano anche alcuni edifici di servizio, oggi in parte diroccati.